# Ведендорф
Ведендорф (нем. Wedendorf) — община в Германии, в земле Мекленбург-Передняя Померания.
Входит в состав района Северо-Западный Мекленбург. Подчиняется управлению Рена. Население составляет 292 человека (на 31 декабря 2006 года). Занимает площадь 11,30 км².